# Salvador d'Horta Bofarull Soronellas
Salvador d'Horta Bofarull Soronellas (Reus, 27 de gener de 1856 - Barcelona, 16 d'abril de 1931) va ser músic i compositor, format al Conservatori Superior de Música del Liceu, on va estudiar solfeig i piano amb Joan Balaguer. Va cursar violí sota la direcció de Joan Baptista Dalmau, i amb el mestre reusenc Joan Sariols, que li tenia un gran apreci, orgue i harmonia. A l'edat de 18 anys se'l va nomenar director de la capella de l'Església de Sant Francesc de Paula i el 1884 i va obtenir el títol de mestre director en propietat, plaça que va mantenir fins a la seva retirada el 1920. Segons la Revista Musical Catalana, «va produir un gran nombre de composicions, principalment de música religiosa des del més senzill». Segons Gras i Elies, historiador reusenc, es va dedicar a l'ensenyança de solfeig, cant i piano. A alguna de les obres que es citen no s'indica el nom, per tant, pot ser d'un altre Bofarull, que potser s'anomena Jaime.
A més dels aspectes coneguts sobre la seva formació al Conservatori del Liceu, s’ha constatat que el seu llegat musical està preservat en el Fons Salvador d’Horta Bofarull (BarSHB), conservat a la Biblioteca Pública Episcopal del Seminari de Barcelona. Aquest fons inclou manuscrits i partitures impreses, amb una important col·lecció de música eclesiàstica.
Entre les seves composicions, destaquen obres com Tota pulchra es, Maria, un motet per a tres veus i òrgan datat de novembre de 1888. També es va trobar que Salvador d’Horta va rebre el llegat compositiu del seu mestre Joan Sariols, consolidant-lo com una figura central en la música religiosa de l’època. A més, va participar en diverses orquestres com a professor de violí i va actuar en molts teatres de Barcelona, ampliant la seva influència més enllà de l’àmbit religiós   .
Contribucions a la música:
Repertori: Es va especialitzar en música religiosa i va produir un gran nombre de composicions.
Entre les seves obres més conegudes hi ha:
                 •   Gozos a San José (2 veus).
                 •   Lamentaciones de Jeremías Profeta (lamentacions 1a, 2a i                                                             3a, per 3 veus, orgue, violoncel i contrabaix).
                 •   Letrilla a la Santíssima Virgen (2 veus).
                 •   Villancico (2 veus, 1889).
Aquestes peces es caracteritzen per la senzillesa i profunditat. espiritual que s’esperava de la música religiosa de l’època.

## Obres
- Música religiosa Gozos a San José, 2V (UME); Lamentaciones de Jeremías Profeta, lamentación 1a, 2a i 3a, 3V, órg,vc, cb (UME); Letrilla a la Santissima Virgen, 2V (UME); Villancico, 2V, 1889 (Rafel Guardia/ UME).